# Scytalopus perijanus
Scytalopus perijanus là danh pháp khoa học của một loài chim thuộc họ Rhinocryptidae (tapaculos) trong bộ Sẻ. Đây là loài đặc hữu của dãy núi Serranía del Perijá trên biên giới Colombia-Venezuela, chúng được tìm thấy ở độ cao 1.600-3.225 mét và có chiều dài cơ thể 10–12 cm.
Các mẫu vật đã được lưu giữ từ lâu trong các viện bảo tàng, nhưng loài chỉ được mô tả vào năm 2015 dựa vào 16 mẫu vật tìm thấy từ tháng 7 năm 2008 tới tháng 2 năm 2009. Nó được coi là loài nguy cấp.

## Thư viện tham khảo
- Avendaño, Jorge Enrique; Cuervo, Andrés M.; López, Juan Pablo; Pinto, Natalia Gutiérrez; Diago, Alexander Cortés; Cadena, Carlos Daniel (2015). "A new species of tapaculo (Rhinocryptidae: Scytalopus) from the Serranía de Perijá of Colombia and Venezuela" (PDF). The Auk. Quyển 132 số 2. tr. 450–466. doi:10.1642/AUK-14-166.1. ISSN 0004-8038.
- Avendaño, Jorge Enrique; Donegan, Thomas M. (2015). "A distinctive new subspecies of Scytalopus griseicollis (Aves, Passeriformes, Rhinocryptidae) from the northern Eastern Cordillera of Colombia and Venezuela". ZooKeys. số 506. tr. 137–153. doi:10.3897/zookeys.506.9553. ISSN 1313-2970. PMC 4467187.{{Chú thích tạp chí}}:  Quản lý CS1: DOI truy cập mở nhưng không được đánh ký hiệu (liên kết)